# Juan Álvarez Mendizábal

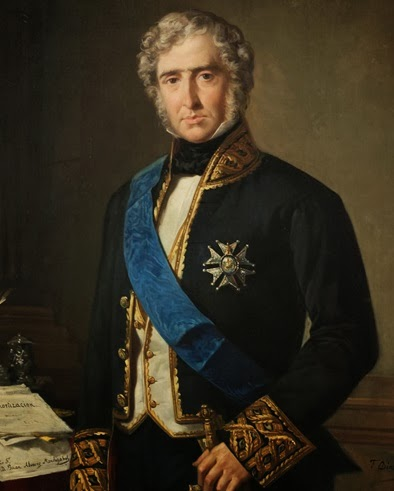
Juan Álvarez Mendizábal.

Don Juan de Dios Álvarez Mendizábal, född den 25 februari 1790 i Cádiz, död den 3 november 1853 i Madrid, var en spansk finansman. 
Mendizábal, som var son till en judisk köpman, deltog i rörelserna för återställande av 1812 års konstitution. Han negotierade under den konstitutionella perioden 1820–1823 några lån i London och bosatte sig efter reaktionens seger som affärsman i London, varifrån han 1835 hemkallades som finansminister. I september samma år blev Mendizábal interimistisk konseljpresident, men han kunde inte råda bot på finansernas dåliga tillstånd och mäktade inte heller på allvar genomföra de många övriga reformer han utlovat samt trädde därför tillbaka i maj 1836. Han innehade ånyo finansportföljen september 1836–augusti 1837 och under Esparteros regentskap 1841–1843, flyktade därefter till utlandet och återkom först 1848. Det dåliga rykte han åsamkat sig inverkade menligt på monarkins anseende. 